# Heinrich Platzbecker
Heinrich Agust Platzbecker, né le 13 septembre 1860 à Merzhausen, aujourd'hui Juliers, et décédé le 10 ou le 15 avril 1937 à Dresde est un compositeur et pianiste allemand.

## Biographie
Au cours de ses études il devient membre en 1883 de la Leipziger Universitäts-Sängerschaft zu St. Pauli.

## Œuvres principales

### Opérettes
- Der Wahrheitsmund (Bocca della Verità). Opérette en 3 actes. Texte d'Adele Osterloh et du compositeur. Eulenburg, Leipzig 1901.
- Fundevogel und Lenchen. Conte de fée d'Hermann Fischer. A. Strauch, Leipzig 1929.
- Papa Schwerenöter. Opérette burlesque en 3 actes d'Adolph Rosée. Eulenburg, Leipzig
- König Lustik. Opérette en 3 actes de Carl Crome-Schwiening. Eulenburg, Leipzig
- Jenenser Studenten. Opérette en 3 actes. Texte de Carl Crome-Schwiening. Leipzig 1900.
- Der Hochverräter. Leipzig 1903.

### Œuvres diverses
- Deux chœurs d'hommes. Leipzig
- Margret Chanson à danser ; op. 54. No. 2. Leipzig 1905.
- Spatz und Spätzin. Poème d'Alfred Schmidt. op. 43,1. Chœur d'homme à 4 voix. Leipzig
- Mädel, sei gescheit. Poème de Gustav Hochstetter. op. 43,2. Chœur d'homme à 4 voix. Leipzig
- Ein Fliegen-Roman. Poème d'Alfred Schmidt. op. 43,1. Chœur d'homme à 4 voix. Leipzig
- Prélude de la tragédie d'August Bungert Kirke : Polyphemos. En collaboration avec Max Chop et Friedrich Adolf Geissler. Création à Dresde sous la direction d' Heinrich en 1897.